# Consulat général de Colombie à Paris
Le consulat général de Colombie à Paris est une représentation consulaire de la République de Colombie en France. Il est situé 12 rue de Berri, dans le 8e arrondissement de Paris, en Île-de-France.